# Fußball-Verbandspokal 2016/17
Über den Fußball-Verbandspokal 2016/17 wurden die Teilnehmer der 21 Landesverbände des DFB am DFB-Pokal 2017/18 ermittelt. Die Sieger der Verbandspokale waren zur Teilnahme an der ersten Runde des DFB-Pokals berechtigt. Die drei Landesverbände mit den meisten Herrenmannschaften im Spielbetrieb – Bayern, Niedersachsen und Westfalen – entsendeten zusätzlich einen zweiten Teilnehmer. Somit qualifizierten sich 24 Amateurvereine für den nationalen Pokalwettbewerb, davon 22 über die Verbandspokale. Die zweiten Mannschaften der Profivereine (1. und 2. Bundesliga) durften nicht am DFB-Pokal teilnehmen.
In Niedersachsen qualifizierte sich zusätzlich zum Pokalsieger der unterlegene Pokalfinalist zum DFB-Pokal, in Bayern qualifizierte sich die beste Mannschaft der Regionalliga-Saison 2016/17 – sofern es sich nicht um die zweite Mannschaft eines Profiklubs handelte – zusätzlich zum Sieger des Verbandspokals für die erste Hauptrunde des DFB-Pokals, in Westfalen war dies, mit derselben Einschränkung wie in Bayern, die siegreiche Mannschaft des Qualifikationsspieles zwischen dem Meister der Oberliga Westfalen 2016/17 und der besten westfälischen Mannschaft der Regionalliga West 2016/17.
Die Endspiele der Landespokale 2016/17 wurden am Donnerstag, den 25. Mai 2017, (Christi Himmelfahrt) erneut am sogenannten „Finaltag der Amateure“ ausgetragen. Die ARD übertrug alle Finalspiele live in drei aufeinanderfolgenden Konferenzen. Die einzige Ausnahme bildete das Pokalfinale in Sachsen, welches bereits am 24. Mai 2017 ausgetragen wurde.

## Endspiele
Die Tabelle gibt eine Übersicht über die Verbandspokalendspiele der Saison 2016/17. Die Mannschaften, die sich für den DFB-Pokal qualifiziert haben, sind fett dargestellt.
| Verband                | Pokal                                                                                       | Austragungs- ort | 1. Finalist                     | Ergebnis                         | 2. Finalist                   |
| ---------------------- | ------------------------------------------------------------------------------------------- | ---------------- | ------------------------------- | -------------------------------- | ----------------------------- |
| Baden                  | BFV-Rothaus-Pokal                                                                           | Sinsheim         | SG Heidelberg-Kirchheim (VL)    | 0:5 (0:1)                        | FC Nöttingen (RL)             |
| Bayern 1               | Bayerischer Toto-Pokal (2016/17)                                                            | Burghausen       | Wacker Burghausen (RL)          | 0:1 (0:0)                        | 1. FC Schweinfurt 05 (RL)     |
| Berlin                 | Berliner-Pilsner-Pokal                                                                      | Berlin           | FC Viktoria 1889 Berlin (RL)    | 1:3 n. V. (1:1, 0:0)             | BFC Dynamo (RL)               |
| Brandenburg            | AOK-Landespokal (2016/17)                                                                   | Cottbus          | FC Energie Cottbus (RL)         | 2:0 (1:0)                        | FSV 63 Luckenwalde (RL)       |
| Bremen                 | Lotto-Pokal                                                                                 | Bremen           | Leher Turnerschaft (OL)         | 0:0 (9:8 i. E.)                  | Bremer SV (OL)                |
| Hamburg                | ODDSET-Pokal                                                                                | Hamburg          | Eintracht Norderstedt (RL)      | 2:1 n. V. (1:1, 0:0)             | SV Halstenbek-Rellingen (OL)  |
| Hessen                 | Krombacher Hessenpokal                                                                      | Wiesbaden        | SV Rot-Weiß Hadamar (OL)        | 1:1 n. V. (1:1, 0:0) (3:4 i. E.) | SV Wehen Wiesbaden (3L)       |
| Mecklenburg-Vorpommern | Lübzer Pils Cup                                                                             | Neustrelitz      | Hansa Rostock (3L)              | 3:1 (2:0)                        | MSV Pampow (VL)               |
| Mittelrhein            | Bitburger-Pokal                                                                             | Bonn             | SC Fortuna Köln (3L)            | 0:1 (0:0)                        | Bonner SC (RL)                |
| Niederrhein 2          | Niederrheinpokal                                                                            | Essen            | Rot-Weiss Essen (RL)            | 0:2 (0:1)                        | MSV Duisburg (3L)             |
| Niedersachsen 1        | NFV-Pokal (2016/17)                                                                         | Osnabrück        | VfL Osnabrück (3L)              | 1:0 (1:0)                        | Lüneburger SK Hansa (RL)      |
| Rheinland              | Bitburger-Rheinlandpokal                                                                    | Salmrohr         | Eintracht Trier (RL)            | 1:2 (0:2)                        | TuS Koblenz (RL)              |
| Saarland               | Saarlandpokal                                                                               | Homburg          | SV Elversberg (RL)              | 2:3 (0:3)                        | 1. FC Saarbrücken (RL)        |
| Sachsen                | Wernesgrüner-Sachsenpokal                                                                   | Leipzig          | 1. FC Lokomotive Leipzig (RL)   | 1:2 (1:1)                        | Chemnitzer FC (3L)            |
| Sachsen-Anhalt 2       | Sachsen-Anhalt-Pokal                                                                        | Magdeburg        | 1. FC Magdeburg (3L)            | 1:0 (0:0)                        | VfB Germania Halberstadt (OL) |
| Schleswig-Holstein 2   | SHFV-Lotto-Pokal (2016/17)                                                                  | Kiel             | SV Eichede (RL)                 | 2:4 (2:2)                        | Holstein Kiel (3L)            |
| Südbaden               | SBFV-Rothaus-Pokal                                                                          | Villingen        | VfR Hausen (LL)                 | 1:6 (0:5)                        | 1. FC Rielasingen-Arlen (VL)  |
| Südwest                | Bitburger-Verbandspokal                                                                     | Pirmasens        | Wormatia Worms (RL)             | 1:2 (1:0)                        | SV Morlautern (OL)            |
| Thüringen              | Köstritzer Pokal – Thüringen                                                                | Erfurt           | FSV Wacker 90 Nordhausen (RL)   | 0:1 (0:0)                        | FC Rot-Weiß Erfurt (3L)       |
| Westfalen 1            | Krombacher-Westfalenpokal                                                                   | Paderborn        | SC Paderborn 07 (3L)            | 3:1 (1:0)                        | Sportfreunde Lotte (3L)       |
| Westfalen 1            | Qualifikationsspiel der bestplatzierten Mannschaften Regionalliga West – Oberliga Westfalen |                  | SG Wattenscheid 09 (RL)         | 1:4 (1:1)                        | TuS Erndtebrück (OL)          |
| Württemberg            | DB Regio-wfv-Pokal                                                                          | Stuttgart        | Sportfreunde Dorfmerkingen (LL) | 3:1 (1:0)                        | Stuttgarter Kickers (RL)      |

| Spielklassenzuordnung der gleichen Saison | Spielklassenzuordnung der gleichen Saison |
| ----------------------------------------- | ----------------------------------------- |
| (3L)                                      | 3. Liga                                   |
| (RL)                                      | Regionalliga (4. Liga)                    |
| (OL)                                      | Oberliga (5. Liga)                        |
| (VL)                                      | Verbandsliga (6. Liga)                    |
| (LL)                                      | Landesliga (7. Liga)                      |